# モハメッド・マズーニ
モハメッド・マズーニ（仏: Mohamed Mazouni、1940年5月4日 -）はアルジェリアの歌手、作曲家。ブリダで生まれた。
皮肉な作風の作曲家として知られ、「Ecoute Moi Camarade」という曲では、性悪な女に恋をする情けない移民の男の歌を歌っている。曲中で真相を知る親友が「彼女は君を愛していない。君を利用してるだけだ」とくり返し語りかける。
まるでイエイエや日本のグループ・サウンズを思わせるこの曲を、ラシッド・タハは両親の家の屋根裏部屋に残されていたレコードの中から見つけ出し、2006年のアルバム「ディワン2」でカヴァーしている。

## ディスコグラフィー

### シングルとEP
- Cherie Madame / Short
- Bent Dzair / Mayna Alikoum
- Ecoute moi camarade / Achhal dabart alik
- Matouel Dellil Kif Tal / Ma Nasber
- Sid-El Cadi / Tab-Tab-Galbi
- Tu N'es Plus Comme Avant / El Bilad
- Aye Omri / Short
- Mini Jupe - El' Hraïmia
- Khabet - Dana Adana